# 34367 Kennedyrogers
34367 Kennedyrogers este o planetă minoră (asteroid) din centura de asteroizi. A fost descoperită pe 3 septembrie 2000 la Experimental Test Site⁠(d) de Lincoln Near-Earth Asteroid Research. 
Obiectul prezintă o orbită caracterizată de o semiaxă mare de 2,5859744 UAi, o excentricitate de 0,2, o înclinație de 8,22496 ° în raport cu ecliptica.